# Roubování

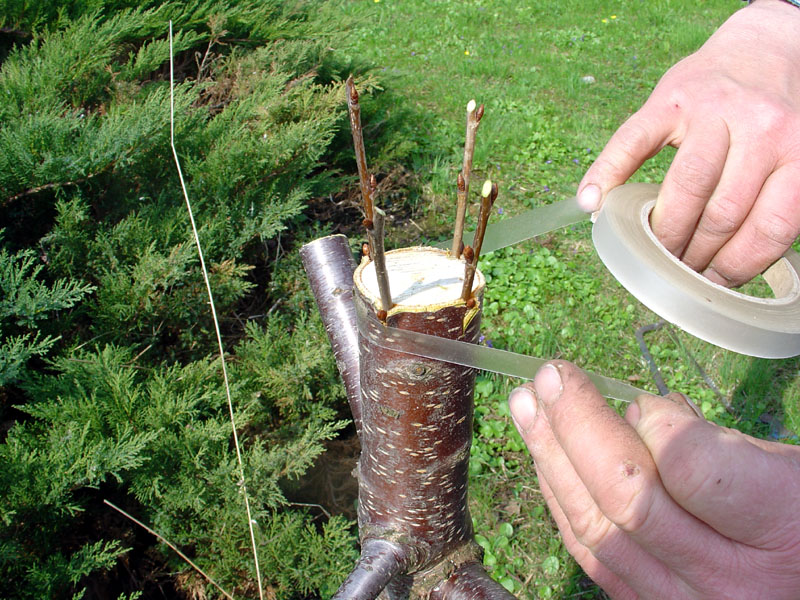
Roubování třešně

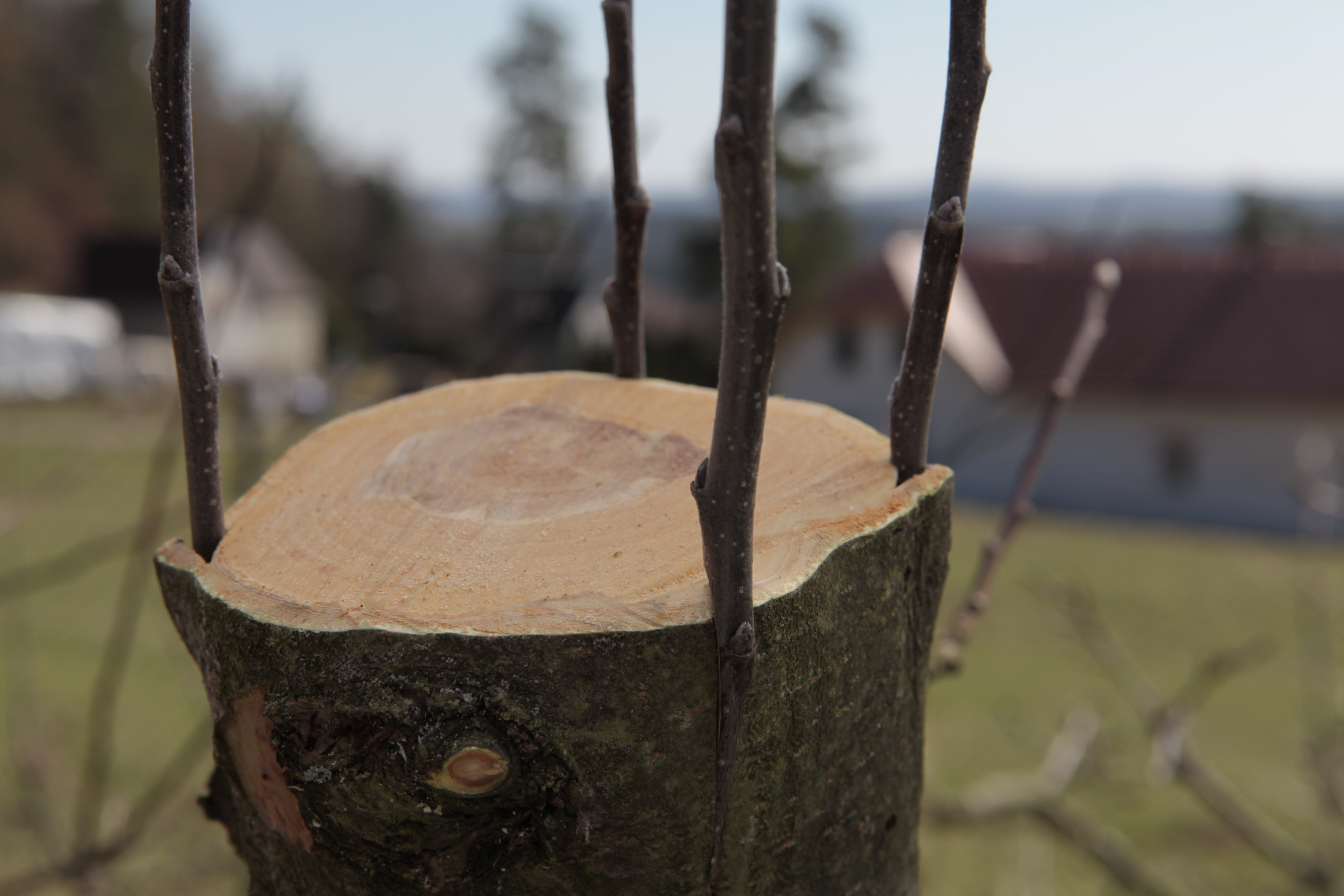
Roubování jabloně Melrose na podnož Prima, metoda roubování na kozí nožku a za kůru

Roubování je, spolu s očkováním, způsob záměrného vegetativního rozmnožování kulturních rostlin, které je běžně využíváno v zahradnické praxi pro udržování a rozmnožování kultivarů rostlin, které mají pro pěstitele výhodné vlastnosti, geny. Očkování a roubování jsou také jiným slovem označovány jako štěpování. Nejčastěji se užívá k zušlechťování ovocných a okrasných stromů. Při roubování dochází k funkčnímu spojení vybraných a upravených částí dvou rostlin tak, aby mohly srůst a jedna část pak vyživovala druhou. Různé druhy roubování využíváme například u ušlechtilých odrůd ovocných a okrasných stromů, vinné révy a keřů. Roubují se ovšem také některé polodřevité květiny i některé druhy zeleniny.
Důvodem pro použití roubování může být, mimo vlastního množení užitečných odrůd (kultivarů) či druhů, které by jinak ani nebylo možné pěstovat, také zlepšení vlastností užitkových rostlin, například zvýšení vzrůstnosti u okurek, snížení vzrůstnosti u hrušní a jiných ovocných stromů (v důsledku mají rychlejší nástup do plodnosti), u mnohých peckovin zvýšení odolnosti proti suchu pomocí některých podnoží nebo naopak pro zlepšení růstu v těžkých půdách pomocí jiných a např. pro zajištění odolnost vůči révokazi u vinné révy.

## Popis
Roub, což u dřevin je obvykle upravená část letorostu a obecněji pak přenášená část rostliny, je při roubování přenesen na jinou pro roub připravenou rostlinu – podnož. Pro úspěch při roubování je nutné aby se napojily vodivé svazky a především pak kambium roubu a podnože. Roub musí být na podnož umístěn a upevněn tak, aby se vodivé svazky obou částí vzájemně dotýkaly. Po srůstu podnož (kořenová část) zajišťuje přísun živin, naroubovaná část vytváří nadzemní část a je obvykle tou částí, která přináší očekávaný efekt, např. dává vznik koruně ovocných stromů, které rodí ovoce. Podnoží může být jak semenáč stejného druhu (třešeň ptačí pro kultivary třešní), kultivar rostliny využívaný speciálně jako podnož (časté u jabloní např. M27), tak i některý příbuzný druh (například roubování hrušně na kdouloň).
Vzdálenou obdobou roubování u živočichů je transplantace.

## Způsoby roubování
Roubování lze rovněž rozdělit podle techniky provedení, jako je roubování do rozštěpu, ablaktace, roubování za kůru, roubování na kozí nožku a další.
- Roubování do rozštěpu se běžně používá pro obnovení vrcholku vzrostlých stromů. Větev je odřezána pilou, vyčnívající konec je pak rozdělen širokým, tenkým dlátem nebo roubovacím nožem tak, aby roub mohl být vložen do štěrbiny. Roub by měl obsahovat dva nebo tři pupeny a mělo by jít o výhon z předchozího roku. Takové by měly být odebrány v pozdním podzimu nebo začátkem zimy a uloženy ve sklepě nebo jiném chladném místě, kde budou dokonale spící. Roubování se provádí brzy na jaře před rašením pupenů. Roub je seřezán do tvaru klínu.[1]
- Ablaktace je stará metoda roubování, kdy se podnož i s kořenovým balem umístí poblíž štěpovance a obě rostliny se pevně spojí buď přikájením (sloupne se část kůry a rostliny se sváží v místě odloupnuté kůry), nebo se spojí do v zářezu. Po srůstu se odělí kmínek jdoucí ke kořenům na štěpovanci a kmínek jdoucí do koruny u podnože.[2] Často je potřeba oba kmeny zajistit tyčí, aby se při větru místo srůstu nehýbalo.[3] Využívá se pro dřeviny se slabými letorosty, jako je bříza bělokorá (kultivar Youngii),[3] avokádo, sapodila či mangovník.[2]

## Štěpařský vosk
Při roubování se používá štěpařský vosk. Vosk by mohl být vyroben z následujících složek:
- pryskyřice, 2 kg
- včelí vosk, 1 kg
- lůj nebo lněný olej, 0,5 kg

V případě, že je žádoucí, aby vosk měl větší tvrdost, může být podíl pryskyřice zvýšen na 2,3 kg a včelího vosku na 1,1 kg. Pryskyřice a včelí vosk by měly být rozděleny na malé kousky a taveny v loji nebo lněném oleji. Když se složky vytaví, kapalina by měla být nalita do studené vody. Měla by být tažná a měkká, dokud je světlá a zrnitá. Při použití vosku by teplo ruky mělo být dostatečné pro změkčení hmoty, ale vosk může být také roztaven a nanášen štětcem.
Hotový štěpařský vosk lze zakoupit s přísadou růstových hormonů, které zvyšují naději na vytvoření kalusu a srůstání.

## Vázací materiál
Lýko, rafie, igelitová nebo gumová páska, voskovaný provázek.
Je zvykem noc před použitím položit rafii na zem, nebo v nějaké jiné vlhké místo, aby se změkčila, takže štěpař může snadno vybrat jeden z pramenů, které by měly být rozřezány na požadovanou délku před zahájením prací. Po 2 až 3 týdnech se pásky z rafie, použité při roubování, rozpadnou a nebudou bránit růstu štěpu.
Voskovaný provázek se připravuje vložením koule bavlny na pletení do kotlíku roztaveného štěpařského vosku: Za 5 minut je důkladně nasycen a může být použit. Voskovaný provázek slouží k upevnění roubu k podnoži. Není často nutné jej odstranit, protože se brzy rozpadne a nebrání růstu štěpu.

## Zvláštnosti
- Někdy se používá mezištěpování, kdy jedna rostlina tvoří kořeny, druhá kmen a třetí korunu stromu (např. jabloň Ontario, hrušeň Konference), tímto způsobem lze jednak překonávat vzájemnou nekompatibilitu podnože a plodonosné odrůdy, popř. ve výjimečných případech zajistit lepší charakter kmene (v některých případech nemá kmen podnože ani roubované odrůdy dobrý charakter).
- Roubovat lze i přímo na kořeny.
- Barevné druhy kaktusů musíme také roubovat na podnož.
- Při roubování dochází k přenosu RNA.[4]

### Podívejte se taky na
- ablaktace (šlechtění)
- množení rostlin